# Арджун Нарсингх Кеси
Арджун Нарсингх Кеси (непальск. अर्जुन नरसिंह केसी, род. 27 сентября 1947) — непальский политический деятель, старший лидер партии Непальский конгресс, бывший профессор, занимавший посты министра здравоохранения и народонаселения, министра образования и министра городского развития. Неоднократно избирался в Палату представителей от избирательного округа Нувакот.

## Ранние годы и образование
Родился в посёлке Раутбеси, район Нувакот. Отец — Бхагаван Сингх К.С., мать — Яшода Деви К.С.
Окончил Трибхуванский университет по специальности «политология». Работал заведующим кафедрой политологии того же университета. В 1982 году получил исследовательскую стипендию в Школе Флетчера при Университете Тафтса (США) по международным отношениям и внешней политике.

## Политическая карьера

### Начало деятельности
В период правления системы «панчаят» участвовал в демократических движениях, несколько раз подвергался арестам. Впервые был избран в парламент в 1991 году, затем переизбран в 1994 году.

### Министр здравоохранения и народонаселения (1995–1997)
В 1996 году провёл реформу здравоохранения, направленную на перераспределение врачей из городов в малонаселённые горные и терайские регионы. Ввел финансовые стимулы, ускоренное продвижение и льготы для врачей в сельских районах. Ограничил практику «кадж» — временных, но фактически постоянных переводов обратно в город.

### Министр образования, жилищного и физического планирования (1998–1999)
Продвигал признание непальских дипломов за рубежом, заключая соглашения об эквивалентности с другими странами. Поддержал восстановление исторического парка «Сад мечты» в Катманду.

### Министр городского развития (2016–2017)
Запустил «Программу народного жилья» для строительства 25 000 домов для малоимущих за пределами долины Катманду.
Дал старт строительству внешней кольцевой дороги длиной 71,93 км, проект которой более 13 лет задерживался из-за политических разногласий.

## Роль в движении 2006 года
Во время чрезвычайного положения 2005 года был арестован в штаб-квартире партии в Сане. Позже задержан в районе Банке. Был координатором семипартийного альянса в долине Катманду.

## Последние годы
В 2017 году потерпел поражение на выборах, но в 2022 году выиграл в округе Нувакот-2 с результатом 28 107 голосов, опередив кандидата партии RSP более чем на 11 тысяч голосов.

## Работа в парламентских комитетах
В 2024 году как председатель Комитета по государственным счетам инициировал расследование возможных финансовых нарушений при строительстве аэропортов Покхара и Гаутам-Будда. В 2025 году передал дело о коррупции на миллиарды непальских рупий в Комиссию по борьбе с коррупцией.

## Личная жизнь
Женат на Пратиме К.С., имеет пятерых детей. Дочь Анжана К.С. Тапа замужем за политиком Гаганом Тапой.